# Slot time
Lo slot time nelle reti Internet è il tempo che impiega un impulso elettronico (livello 1 del modello OSI) a compiere il tragitto di massima distanza teorica tra due nodi.
Nelle reti CSMA/CD come le ethernet, la NIC (Network Interface Card)  attende almeno questo tempo prima di trasmettere, permettendo così all'impulso di giungere alla NIC di destinazione. Lo slot time dovrebbe essere una costante, indipendente dalla struttura della rete locale, standard di tutte le reti CSMA/CD che fanno uso di una specifica NIC.
Questa strategia permette alle modalità di trasmissione half-duplex l'invio di pacchetti su linea presumibilmente libera. La tecnologia a 10 Gbit/s è full-duplex, pertanto non utilizza lo slot time.
I comuni intervalli di slot time sono:
| Velocità   | slot time       | intervallo temporale |
| ---------- | --------------- | -------------------- |
| 10 Mbit/s  | 512 bit time    | 51,2 microsecondi    |
| 100 Mbit/s | 512 bit time    | 5,12 microsecondi    |
| 1 Gbit/s   | 4096 bit time   | 4,096 microsecondi   |
| 10 Gbit/s  | Non applicabile | Non applicabile      |

dove bit time = 1 / velocità (ad esempio, il bit time nella tecnologia 10 Mbit/s è 0,1 microsecondi)